# Leutkirch im Allgäu
Leutkirch im Allgäu is een plaats in de Duitse deelstaat Baden-Württemberg, gelegen in het Landkreis Ravensburg. De stad telt 23.030 inwoners.

## Geografie
Leutkirch im Allgäu ligt in het zuidwesten van Duitsland en heeft een oppervlakte van 174,95 km², waarmee het de op vier na grootste gemeente van Baden-Württemberg is.
Het stadscentrum bevindt zich op de rechteroever van de Eschach.

## Geschiedenis
zie Rijksstad Leutkirch

## Toerisme
In de gemeente ligt het bungalowpark Park Allgäu van de keten Center Parcs. Het werd in 2018 geopend.
Achberg ·
Aichstetten ·
Aitrach ·
Altshausen ·
Amtzell ·
Argenbühl ·
Aulendorf ·
Bad Waldsee ·
Bad Wurzach ·
Baienfurt ·
Baindt ·
Berg ·
Bergatreute ·
Bodnegg ·
Boms ·
Ebenweiler ·
Ebersbach-Musbach ·
Eichstegen ·
Fleischwangen ·
Fronreute ·
Grünkraut ·
Guggenhausen ·
Horgenzell ·
Hoßkirch ·
Isny im Allgäu ·
Kißlegg ·
Königseggwald ·
Leutkirch im Allgäu ·
Ravensburg ·
Riedhausen ·
Schlier ·
Unterwaldhausen ·
Vogt ·
Waldburg ·
Wangen im Allgäu ·
Weingarten ·
Wilhelmsdorf ·
Wolfegg ·
Wolpertswende